# ベンジャミン・ウェスタンバーガー
ベンジャミン・ウェスタンバーガー（英語: Benjamin Westenberger、1993年7月30日 - ）は、アメリカ合衆国、サンディエゴ出身、メキシコ、メキシコシティ出身の男性フィギュアスケート選手（アイスダンス）。元パートナーはコリーヌ・ブルーンス。2011年世界フィギュアスケート選手権メキシコ代表。

## 主な戦績
| 大会/年        | 2010-11 |
| -------------- | ------- |
| 世界選手権     | 30      |
| 四大陸選手権   | 10      |
| メキシコ選手権 | 2       |
| リヨン杯       | 6       |

### 詳細
| 2010-2011 シーズン   |                                                |          |          |          |          |
| 開催日               | 大会名                                         | 予選     | SD       | FD       | 結果     |
| 2011年4月25日-5月1日 | 2011年世界フィギュアスケート選手権（モスクワ） | 15 55.51 | -        | -        | -        |
| 2011年2月15日-20日   | 2011年四大陸フィギュアスケート選手権（台北）   | -        | 11 40.68 | 10 47.87 | 10 88.55 |
| 2010年11月19日-21日  | 2010年リヨン杯（リヨン）                       | -        | 6 35.46  | 6 60.63  | 6 96.09  |